# Division 2 Sydsvenska Serien 1920/1921
Division 2 Sydsvenska Serien 1920/1921 var en serie med sex deltagande lag. Malmö FF vann serien med 15 poäng, två mer än tvåan Landskrona BoIS.

## Ligatabell
| Nr | Lag             | S  | V | O | F | GM | IM | MS  | P  |
| -- | --------------- | -- | - | - | - | -- | -- | --- | -- |
| 1  | Malmö FF        | 10 | 7 | 1 | 2 | 31 | 20 | +11 | 15 |
| 2  | Landskrona BoIS | 10 | 6 | 1 | 3 | 28 | 19 | +9  | 13 |
| 3  | IS Halmia       | 10 | 4 | 1 | 5 | 19 | 21 | −2  | 9  |
| 4  | Jönköpings IS   | 10 | 4 | 0 | 6 | 18 | 28 | −10 | 8  |
| 5  | Husqvarna IF    | 10 | 4 | 0 | 6 | 18 | 29 | −11 | 8  |
| 6  | IFK Hälsingborg | 10 | 3 | 1 | 6 | 23 | 20 | +3  | 7  |